# تشارلز إل. هاريس
تشارلز إل. هاريس (بالإنجليزية: Charles L. Harris)‏ هو ضابط وسياسي أمريكي، ولد في 24 أغسطس 1834، وتوفي في 11 أكتوبر 1910.